# Павлишин Андрій Степанович
Андрій Павлишин (нар. 30 липня 1964, Львів) — український журналіст, громадський діяч, історик та перекладач. Відомий зокрема як дослідник польсько-українських стосунків, творчості Бруно Шульца і перекладів інтелектуальної літератури з польської на українську мову. Член Капітули Журналу «Ї».

## Біографія

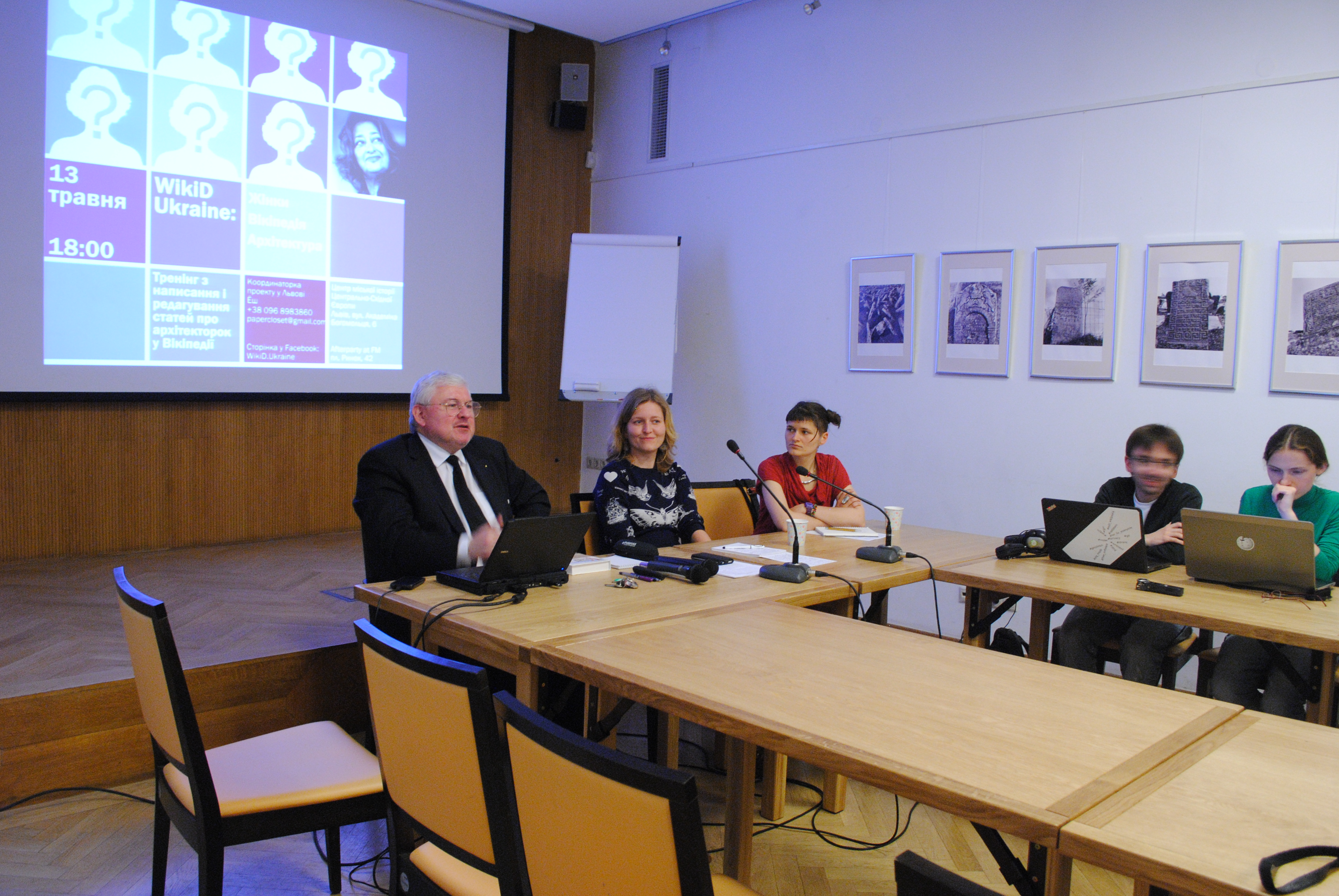

Народився у Львові в 1964 році в родині робітника та медсестри, які були депортовані з Польщі в рамках договору про обмін населенням між УРСР та Польщею (1944—1946). З відзнакою закінчив історичний факультет Львівського університету за спеціалізацією «нова і новітня українська історія». Після університету працював вчителем у школі. Був головою українського відділення правозахисної організації «Міжнародна амністія». Був викладачем на кафедрі нової і новітньої історії України Українського католицького університету.
Був редактором культурологічного часопису «Ї», очолював «Львівську газету», головним редактором вебсайту «Західної аналітичної групи», був телеведучим (програма «Політична шахівниця»). Учасник International Visitor Program Державного департаменту США з виборчих реформ. Двічі обирався депутатом Львівської міської ради. Співзасновник Форуму видавців у Львові.
Андрій Павлишин кілька разів одержував стипендії від польського уряду для проведення досліджень для своїх перекладних праць.
Член Українського ПЕН.

## Твори

### Власні твори
- «Бруно Шульц». — Х.: Фоліо, 2020. 124 с. ISBN 9-789-66-03-9504-6
- «Нам і далі загрожує вічність». — К.: Дух і Літера, 2021. 352 с. ISBN 978-966-378-889-0

### Переклади українською
- Єжи Фіцовський, «Регіони великої єреси»;
- Александер Фредро «Сім мішків гречаної вовни»;
- Януш Корчак, «Сторінками біографії»;
- Чеслав Мілош, «Велике князівство літератури»;
- Збіґнєв Герберт, «Натюрморт із вудилом», «Лабіринт біля моря», «Варвар у саду»;
- Бруно Шульц, «Санаторій під клепсидрою»;
- Войцех Пестка «До побачення в пеклі»;
- Станіслав Лем, Томаш Лем, Станіслав Бересь, «Колотнечі з приводу всесвітнього тяжіння. Так казав Лем». — Тернопіль: Навчальна книга — Богдан, 2017. 736 с. ISBN 978-966-10-4829-3, 978-966-10-4928-3
- Яцек Дукай, «Крига». Львів: Видавництво «Астролябія», 2018
- Кузьо Тарас. Війна Путіна проти України. Революція, націоналізм і криміналітет / Пер. з англ. Андрія Павлишина. — К.: Дух і Літера, 2018. — 560 с. ISBN 978-966-378-622-3.
- Ґжеґож Ґауден. «Львів: кінець ілюзій. Оповідь про листопадовий погром 1918 року». — Львів: Човен, 2020. 528 с. ISBN 978-617-95022-2-4
- Войчех Орлінський. «Лем: Життя не з цієї землі». — Львів: Човен, 2021. — 500 с. ISBN 978-617-95022-7-9
- Станіслав Лем,  Сума технології. — Тернопіль: Навчальна книга — Богдан, 2024. 560 с. ISBN 978-966-10-6665-5

## Нагороди
- Премія імені Пантелеймона Куліша — 2013
- Перекладацька премія польського ПЕН-клубу — 2015[4]
- Премія імені Юрія Шевельова — 2022[5]